# خالد جاسم (مذيع)
خالد جاسم (بالإنجليزية: Khalid Jassem)‏ (27 أغسطس 1974 -)، مذيع قطري ومقدم برامج تلفازية. يقدم برنامج المجلس في قناة الدوري والكأس. التحق بتلفزيون قطر نهاية 1993 ثم انتقل إلى الجزيرة الإخبارية في 1996، وتدرج في قناة الجزيرة في عدة مناصب وعمل فيها محرراً ورئيس تحرير ومؤرشف ومراسل ورئيس شؤون مراسلي القسم الرياضي في جميع أنحاء العالم. في عام 1999 تولى ملف الكرة القطرية في القناة، واستمر في ذلك حتى عام 2003، وبعد ذلك وقع عقدا آخرا لقناة الجزيرة الرياضية، وفي عام 2005 خرج من الجزيرة الرياضية منتدباً لقناة الدوري والكأس حتى شهر مايو عام 2011، وبعدها قدم استقالته من الجزيرة الرياضية.

## الحياة الشخصية
متزوج ولديه 5 أبناء.

## وصلات خارجية
- مقابلة مع خالد جاسم في برنامج اكشن يا دوري (برنامج)
- خالد جاسم في موقع قنوات الدوري والكاس الفضائية